# 福岡県道300号岡垣玄海線
福岡県道300号岡垣玄海線（ふくおかけんどう300ごう おかがきげんかいせん）は、福岡県遠賀郡岡垣町から宗像市に至る一般県道である。

## 概要
遠賀郡岡垣町大字内浦から宗像市神湊に至る。
遠賀郡岡垣町北部の芹田交差点で国道495号から分岐する。国道495号は南西部の内陸部を通るのに対し、当線は海岸沿いに北西部へと向かう。岡垣町北西にある漁村の波津（はつ）を通り、右手に響灘を見ながら直進し、宗像市に入る。宗像市北端部の漁村の鐘崎で南に向きを変えて集落の中を通る。上八（こうじょう）のラウンドアバウトで南側に福岡県道502号玄海田島福間線が分岐し、当道路は右折して南西に向きを変え、さつき松原と呼ばれる海沿いの松林の中を通る。さつき松原は海水浴シーズンにおける混雑緩和のため、毎年7月下旬から8月上旬の間は車両通行止めとなる。さつき松原を抜け海岸から離れて狭隘な区間を通り、江口地区で国道495号と合流し、国道495号との重複区間となる。道の駅むなかたを経て釣川を渡り、宗像市北西端の神湊に入り神湊西交差点で右折し国道495号から再び分かれ、北へ向きを変える。1 kmほど北上したところの海岸近くの交差点が終点となる。終点から100 mほど北側の海岸の神湊フェリーターミナルからは大島・地島への渡船が発着している。
全区間片側1車線。遠賀郡岡垣町・宗像市北部の響灘・玄界灘沿いに敷設されている県道である。

### 路線データ
- 起点：福岡県遠賀郡岡垣町大字内浦（芹田交差点、国道495号交点、福岡県道288号原海老津線上）
- 終点：福岡県宗像市神湊（神湊フェリーターミナル前）

## 路線状況

### 重複区間
- 福岡県道288号原海老津線（遠賀郡岡垣町大字内浦・芹田交差点（起点） - 遠賀郡岡垣町大字原）
- 国道495号（宗像市江口・江口交差点 - 宗像市神湊・神湊西交差点）

### 道路施設

#### 橋梁
- 薬師橋（薬師川、宗像市）
- 皐月橋（釣川、宗像市、国道495号重複区間内）
- 皐月池橋（宗像市、国道495号重複区間内）

#### 道の駅
- むなかた（宗像市、国道495号重複区間内）

## 地理

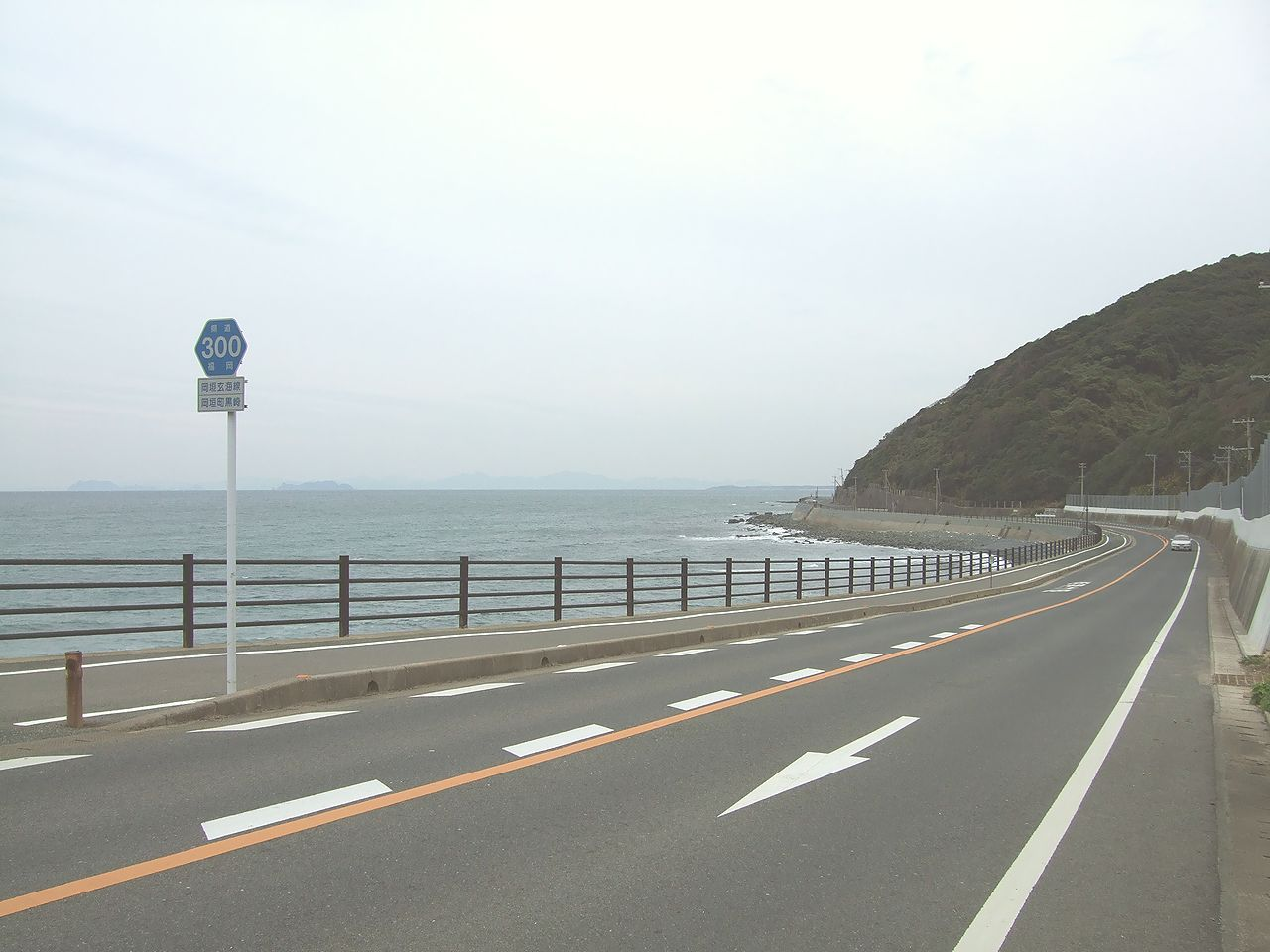
岡垣町黒崎

### 通過する自治体
- 遠賀郡岡垣町
- 宗像市

### 交差する道路
| 交差する道路                                   | 市町村名 | 市町村名 | 交差する場所         | 交差する場所      |
| ---------------------------------------------- | -------- | -------- | -------------------- | ----------------- |
| 国道495号 福岡県道288号原海老津線 重複区間起点 | 遠賀郡   | 岡垣町   | 大字内浦             | 芹田交差点 / 起点 |
| 福岡県道288号原海老津線 重複区間終点           | 遠賀郡   | 岡垣町   | 大字原               |                   |
| 福岡県道502号玄海田島福間線                    | 宗像市   | 宗像市   | 上八（こうじょう）   | ラウンドアバウト  |
| 国道495号 重複区間起点                         | 宗像市   | 宗像市   | 江口                 | 江口交差点        |
| 福岡県道69号宗像玄海線                         | 宗像市   | 宗像市   | 神湊（こうのみなと） | 神湊交差点        |
| 国道495号 重複区間終点                         | 宗像市   | 宗像市   | 神湊                 | 神湊西交差点      |

### 沿線
- 岡垣町立内浦小学校
- 神湊港